# 大同江啤酒厂
38°59′41″N 125°48′25″E / 38.99472°N 125.80694°E

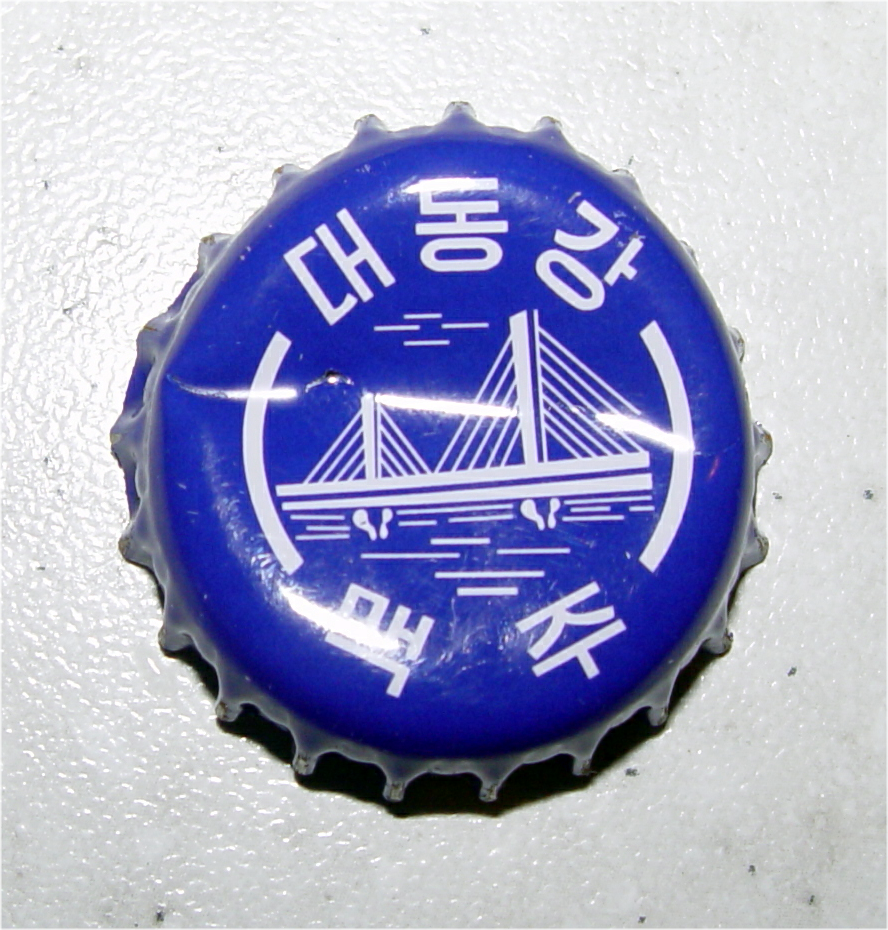
大同江啤酒瓶盖

大同江啤酒厂，是朝鲜的国有啤酒厂，生产大同江啤酒。该啤酒厂位于东平壤，厂房占地面积达数万平方米。

## 历史
2000年，朝鲜政府决定收购一家啤酒厂。有鉴于朝鲜于西方关系解冻，平壤方面通过与德国的联系，朝鲜政府通过经纪人乌韦·厄姆斯以150万英镑的价格收购位于英格兰威尔特郡特罗布里奇的已关闭但保存完好的Ushers啤酒厂。由于担心平壤利用该厂房生产化学武器，酿酒公司托马斯哈代酿造包装公司的彼得·沃德在保证后方批准收购计划，并安排一支来自朝鲜的团队前往特罗布里奇拆除它。大同江啤酒厂于2000年1月15日破土动工。该啤酒厂于2002年重建并投产，工厂采用德国制造的计算机化酿造控制技术。该啤酒厂位于平壤市寺洞区域。 
大同江啤酒以流经平壤市中心的大同江命名。
2009年7月3日，朝鲜中央电视台罕见地播放了该产品的广告。该广告合计播出了三次。

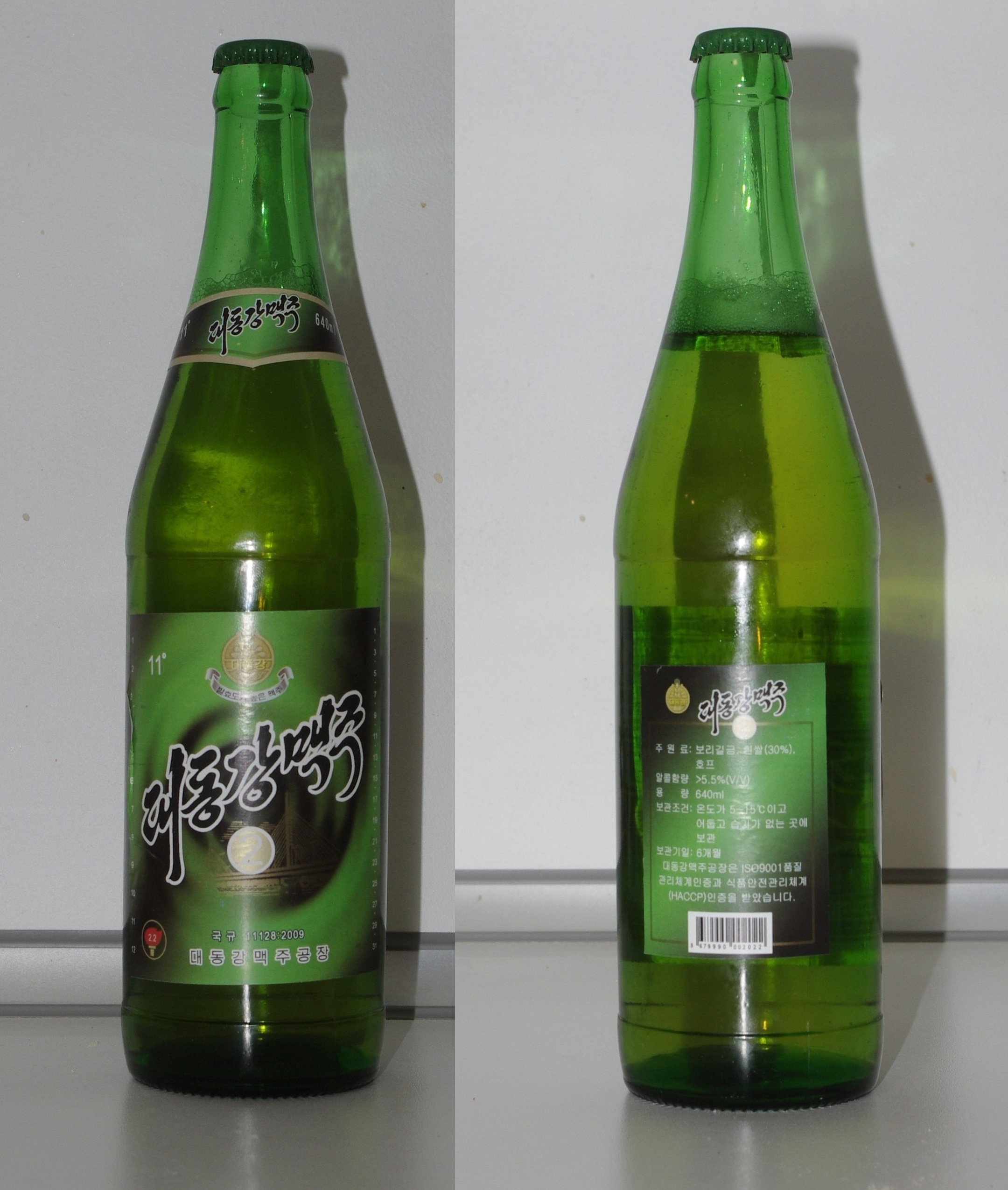
一瓶六百四十毫升的大同江啤酒

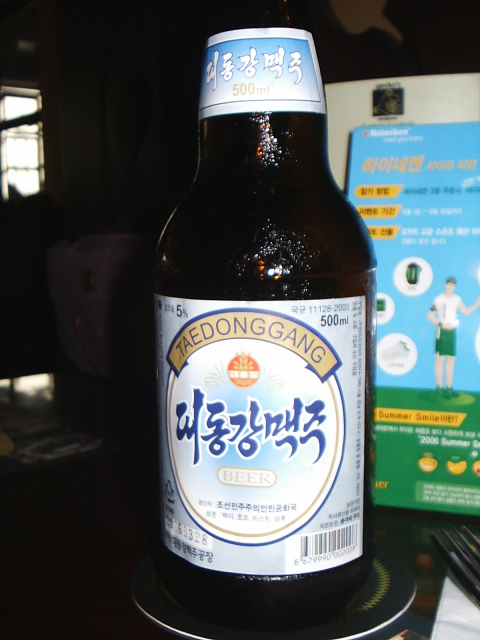
一瓶五百毫升的大同江啤酒

## 产品
大同江啤酒厂在朝鲜以外的名气很大，因为旗下的大同江啤酒为该公司的旗舰。然而，啤酒厂也生产独立品牌的生啤、黑啤和米啤。